# Тутхалян, Гурген Геворгович
Гурге́н Гево́ргович Тутхаля́н (арм. Գուրգեն Գևորգի Թութխալյան; род. 11 апреля 1963, Ленинакан) — советский самбист, трёхкратный чемпион СССР (1988—1990), чемпион Европы (1987), трёхкратный чемпион мира (1988—1990). Заслуженный мастер спорта СССР (1990).

## Биография
Гурген Тутхалян родился 11 апреля 1963 года в Ленинакане (ныне Гюмри). В возрасте 13 лет начал заниматься дзюдо, а в 16 лет перешёл в самбо. Тренировался под руководством Гургена Севояна. В 1983 выиграл первенство мира среди молодёжи. С 1987 года входил в состав национальной сборной СССР, становился чемпионом Европы (1990), трижды был чемпионом мира (1988—1990).
В 1991 году завершил свою спортивную карьеру. В 1999 году переехал в Москву. С 2012 года входит в состав тренерского штаба сборной Беларуси по дзюдо и является старшим тренером женской сборной этой страны.

## Выступления на чемпионатах СССР
- Чемпионат СССР по самбо 1985 года — ;
- Чемпионат СССР по самбо 1986 года — ;
- Самбо на летней Спартакиаде народов СССР 1986 года — ;
- Чемпионат СССР по самбо 1987 года — ;
- Чемпионат СССР по самбо 1988 года — ;
- Чемпионат СССР по самбо 1989 года — ;
- Чемпионат СССР по самбо 1990 года — ;

## Семья
- Ваэ (Ваге) Тутхалян (1991) — сын, белорусский дзюдоист и самбист, чемпион Беларуси по дзюдо (2010)[3], чемпион Европы по самбо (2013)[4].
- Седа Тутхалян (1999) — дочь, российская гимнастка, серебряный призёр Олимпиады 2016 года, двукратная чемпионка Юношеских Олимпийских игр (2014) [5], победительница и призёр Европейских игр (2015). Мастер спорта России международного класса (2015).